# Samuel Doria Medina
Samuel Doria Medina (né à La Paz le 4 décembre 1958) est un homme politique et homme d'affaires bolivien.  
Ancien ministre sous Jaime Paz Zamora, il est reconnu comme l'un des grands architectes du processus de privatisation des années 1990. Candidat aux élections présidentielles boliviennes de 2005, 2009, 2014 et 2025, il est le dirigeant du Front d'unité nationale, un parti de centre droit,, et vice-président de l'Internationale socialiste pour l'Amérique latine et les Caraïbes.  
Doria Medina est aussi l'un des hommes les plus riches de Bolivie. En 1987, il a pris le contrôle de la cimenterie SOBOCE et en a fait un leader du marché avant de vendre sa participation en 2014 pour 300 millions de dollars. Par l'intermédiaire de Bolivian Foods SA, il possède les franchises Burger King et Subway en Bolivie et a acquis l'emblématique hôtel Los Tajibos à Santa Cruz. Il est également le propriétaire du gratte-ciel Green Tower, situé à La Paz, qui est actuellement le plus haut bâtiment de toute la Bolivie avec ses 180 mètres. 

## Biographie

### Premières années
Samuel Doria Medina est né le 4 décembre 1958 à La Paz, mais grandit dans la ville d'Oruro, en raison du travail de son père, un investisseur dans le secteur minier. Il étudie l'économie et l'administration des affaires à l'Université catholique bolivienne puis obtient un diplôme en économie de l'Université d'État de l'Arizona aux États-Unis. Plus tard, il obtiendra un diplôme en économie, avec une spécialisation en finances publiques de la London School of Economics en Angleterre[réf. nécessaire]. 
il est père de six enfants et marié à Nidia Monje, mère de cinq d'entre eux. 
Doria Medina débute son implication en politique à l'université avec le Mouvement de la gauche révolutionnaire, parti de centre droit avec lequel il obtiendra d'importantes responsabilités gouvernementales dans le gouvernement de Jaime Paz Zamora. 

### Vie politique
Il occupe diverses fonctions au ministère des Finances de la Bolivie. De 1991 à 1993, lors de la présidence de Jaime Paz Zamora, il est nommé ministre de la Planification et de la Coordination. Il privatise de nombreuses entreprises publiques durant son passage au gouvernement. Il est pris en otage par le Mouvement révolutionnaire Túpac Amaru (MRTA) le 1er novembre 1995, et passe 45 jours en captivité, avant d'être libéré.
En 2003, il fonde un nouveau parti politique, le Front d'unité nationale (en espagnol : Unidad Nacional ; UN).
Le 21 janvier 2005, il survit à un accident d'avion, lorsque l'avion Cessna Grand Caravan, exploité par la compagnie aérienne Amaszonas, qui le transportait avec d'autres personnes, s'écrase sur la colline de Huaricollo, dans le département d'Oruro,. Il affirme également avoir survécu à la foudre, ce qui, selon la croyance andine, lui confère sagesse et pouvoirs de divination.
Doria Medina possède plusieurs actifs dans le domaine de la restauration. En 1998, il acquiert la franchise bolivienne de Burger King, en 2010, il obtient la représentation de la chaîne de restauration rapide Subway et en 2011, il développe une franchise de restauration locale, « La Quinta », avec un menu typiquement bolivien et des ingrédients issus du pays. Il est également homme d'affaires dans le secteur hôtelier. 
En 2012, l'Association des industriels latino-américains (AILA) lui décerne le prix José María Roca du meilleur industriel latino-américain. 
Le 16 décembre 2014, il vend sa participation dans Soboce pour environ 300 millions de dollars américains, dans l'une des plus grandes transactions boursières de l'histoire du pays, et annonce qu'il se consacrera entièrement à la politique. Aux élections générales de 2014, il se présente pour l'Unité démocrate, formée du Front d'unité nationale et du Mouvement démocrate social. Sa coalition remporte la deuxième place et 24 % des voix.
En 2016, il est inculpé pour avoir causé des dommages économiques à l'État, mais en 2020, sous le régime de Jeanine Áñez, l'affaire est classée sans suite. Il soutient qu'il s'agissait d'un cas de persécution politique.
Il se présente ensuite aux élections générales de 2025 en tant que dirigeant d'une coalition de centre droit. Il fait campagne sous le slogan « Cent jours, ¡ carajo ! », affirmant pouvoir sortir le pays de la crise économique en trois mois avec une politique inspirée de celle du président argentin Javier Milei. Il met en avant son image d'homme d'affaires à succès et indique vouloir gérer l’État comme ses entreprises. Il affirme également qu'il cherchera un rapprochement avec les États-Unis de Donald Trump. Il est soutenu par l'homme d'affaires Marcelo Claure, considéré comme la première fortune du pays. Peu avant le premier tour, il est donné en tête par les sondages avec environ 24,5 % des voix.  

## Positions politiques
Réputé de centre droit, Samuel Doria Medina se déclare social-démocrate et centriste,. 
Défenseur des intérêts de l’agrobusiness, il affirme que « s'il y a contradiction entre l'environnement et la production, je choisirai la production ». 

## Résultats électoraux
|  | 16,77 |

|  | 7,79 |

|  | 5,65 |

|  | 24,23 |